# Battle Ground (Washington)
Pour les articles homonymes, voir Battle Ground.
La ville de Battle Ground est située dans le comté de Clark, dans l’État de Washington, aux États-Unis. Sa population, qui s’élevait à 17 571 habitants lors du recensement de 2010, est estimée à 21 252 habitants en 2019.

## Galerie photographique

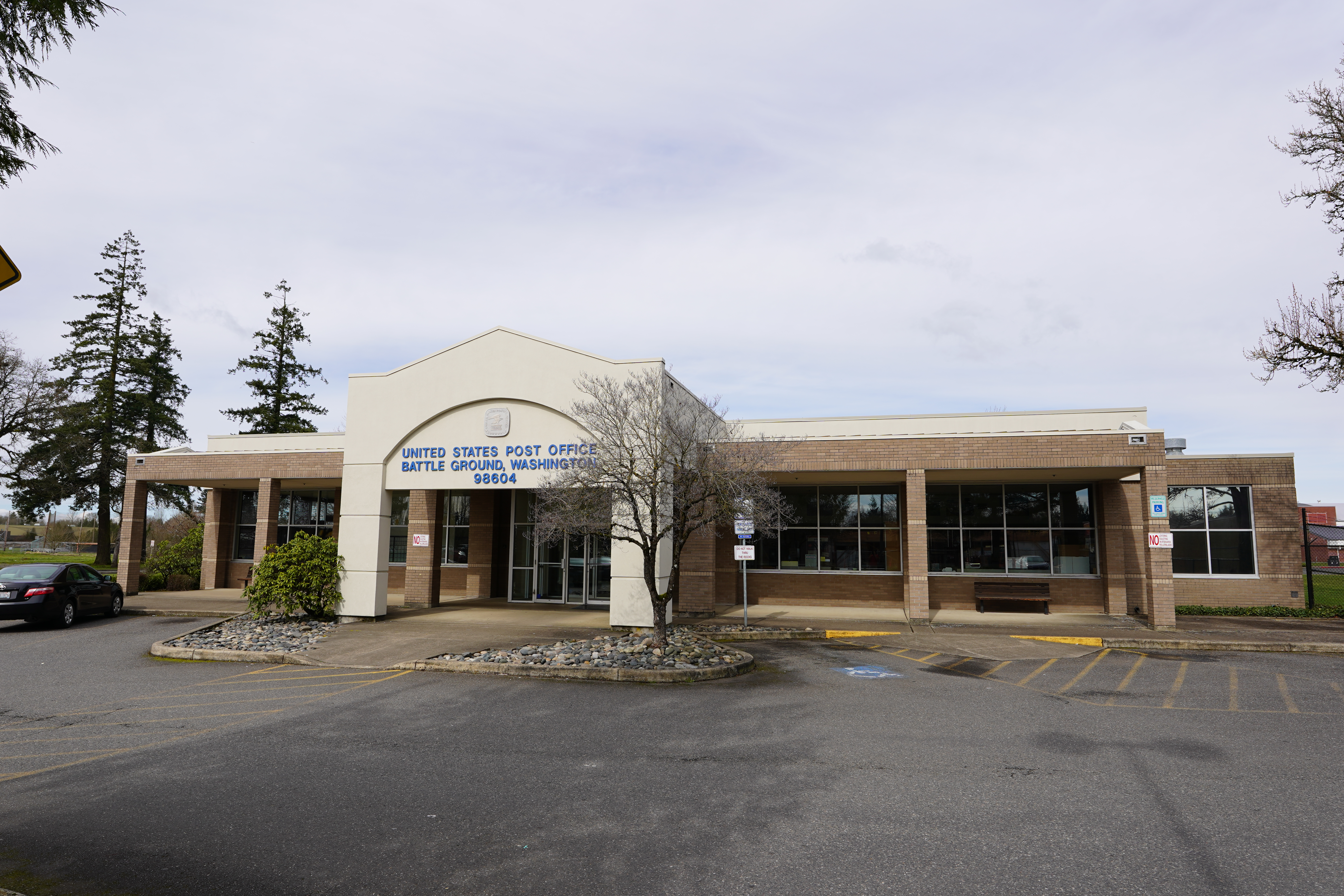
Le bureau de poste de Battle Ground
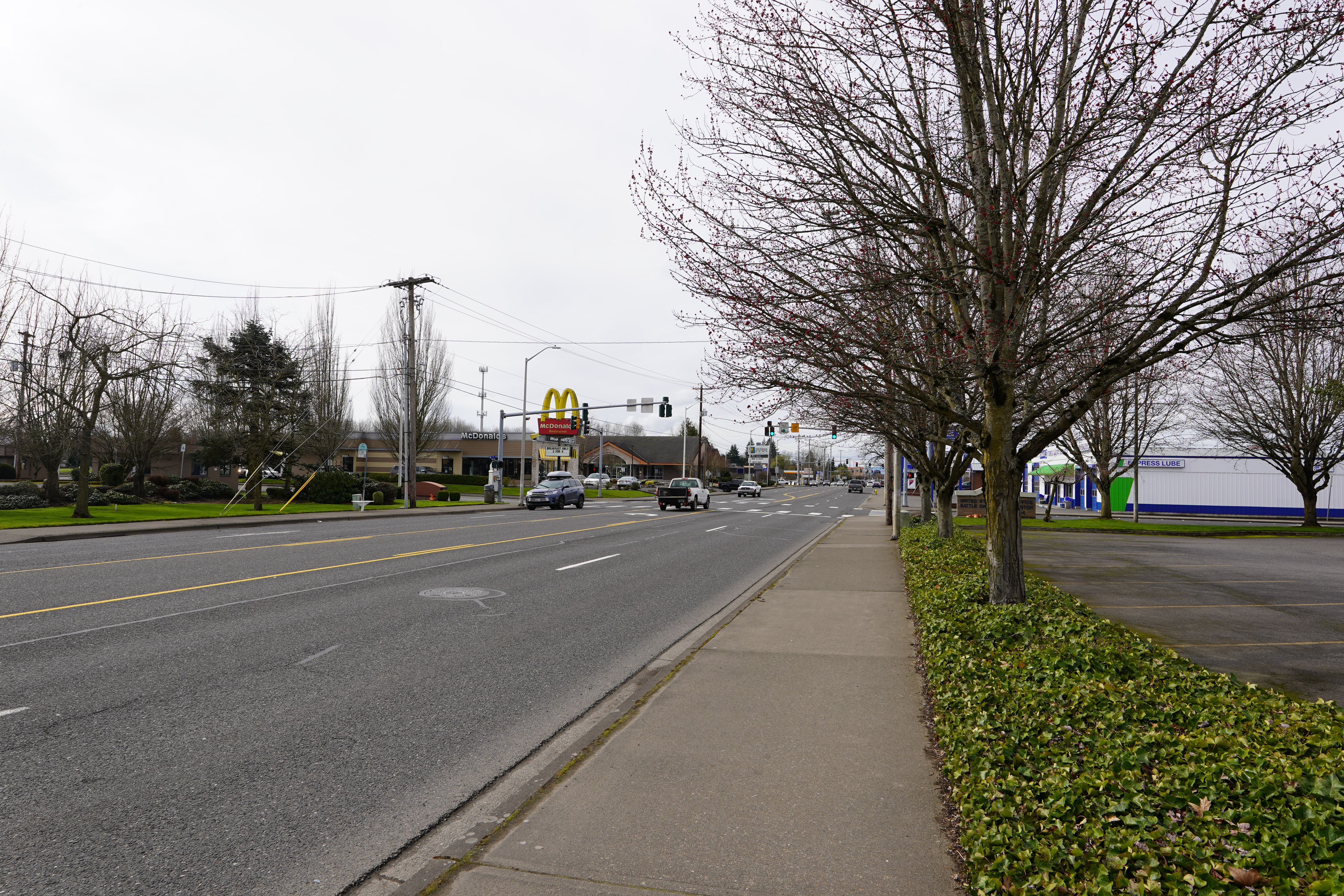
Battle Ground en 2020

## Source
- (en) Cet article est partiellement ou en totalité issu de l’article de Wikipédia en anglais intitulé « Battle Ground, Washington » (voir la liste des auteurs).

1. ↑  (en) « Annual Estimates of the Resident Population for Incorporated Places in Washington: April 1, 2010 to July 1, 2019 », Bureau du recensement des États-Unis, mai 2020 (consulté le 21 mai 2020)
2. ↑  (en) Bureau du recensement des États-Unis, « Census of Population and Housing » (consulté le 19 septembre 2013)
3. ↑  (en) « Population Estimates », Bureau du recensement des États-Unis (consulté le 19 juin 2019)